# Henry Selick
Henry Selick, född 30 november 1952, är en amerikansk regissör och producent inriktad på stop motionteknik. Selick är kanske mest känd för att ha regisserat filmer som The Nightmare Before Christmas (1993), James och jättepersikan (1996) och Coraline och spegelns hemlighet (2009, efter Neil Gaimans ungdomsroman Coraline).
Selicks långfilmsdebut, The Nightmare Before Christmas, blev nominerad till en Oscar i kategorin bästa specialeffekter och vann International Animated Film Society’s Annie Award för "Best Creative Supervision" och slog då bland annat Lejonkungen som också var nominerad.

## Filmografi
- Seepage (1981) kortfilm
- Slow Bob in the Lower Dimensions (1991) TV
- The Nightmare Before Christmas (1993)
- James och jättepersikan (1996)
- Monkeybone (2001)
- Moongirl (2005) kortfilm
- Coraline och spegelns hemlighet (2009)
- Here Be Monsters! (2010)